# Lijst van Nederlands kampioenen quads
Dit is de lijst van Nederlands kampioenen in de quadcross.
In Nederland begon de M.O.N. (Motorsport Organisatie Nederland, aangesloten bij de IMBA) als eerste bond met het organiseren van trike/quad-wedstrijden. In 1986 was het eerste Nederlands Kampioenschap, hierin reden nog voornamelijk trikes. Hans Ghielen werd in 1986 Nederlands Kampioen op een trike.
Vanaf 1987 begon de KNMV (Koninklijke Nederlandse Motorrijders Vereniging, aangesloten bij de FIM) ook met het organiseren van een Nederlands Kampioenschap voor quads. De KNMV heeft van 1987 tot eind jaren 90 kampioenschapwedstrijden georganiseerd en wordt gezien als de hoogste quadklasse van Nederland. In de jaren waarin de KNMV geen Nederlands Kampioenschap voor quads organiseerde reden de Nederlandse rijders bij de M.O.N.
| Jaar                                         | Rijder                              |
| KNMV Nederlands kampioenschap quads          | KNMV Nederlands kampioenschap quads |
| -------------------------------------------- | ----------------------------------- |
| 1987                                         | Hans Ghielen                        |
| 1988                                         | Hans Ghielen                        |
| 1989                                         | Frans van den Berg                  |
| 1990                                         | Hans Ghielen                        |
| 1991                                         | Wil van der Laan                    |
| 1992                                         | Wil van der Laan                    |
| 1993                                         | Wil van der Laan                    |
| 1994                                         | Wil van der Laan                    |
| 1995                                         | Alex Brusselers                     |
| 1996                                         | Alex Brusselers                     |
| M.O.N. Nederlands kampioenschap quads inters |                                     |
| 1997                                         | Ingo ten Vregelaar                  |
| 1998                                         | Ingo ten Vregelaar                  |
| 1999                                         | Alex Brusselers                     |
| 2000                                         | Joost van Delft                     |
| 2001                                         | Alex Brusselers                     |
| 2002                                         | Alex Brusselers                     |
| 2003                                         | Arno van Delft                      |
| 2004                                         | Joost Hofmans                       |
| 2005                                         | Hans Ghielen                        |
| 2006                                         | Hans Ghielen                        |
| 2007                                         | Joost Hofmans                       |
| 2008                                         | Ramon van Mil                       |
| 2009                                         | Mike van Grinsven                   |
| KNMV Open Nederlands kampioenschap quads     |                                     |
| 2010                                         | Jan Vlaeymans (BEL)                 |
| 2011                                         | Joe Maessen                         |
| 2012                                         | Jan Vlaeymans (BEL)                 |
| 2013                                         | Mike van Grinsven                   |
| 2014                                         | Mike van Grinsven                   |
| 2015                                         | Mike van Grinsven                   |
| 2016                                         | Joe Maessen                         |
| 2017                                         | Ricardo Phoelich                    |
| 2018                                         | Mike van Grinsven                   |
| 2019                                         | Mike van Grinsven                   |
| 2020                                         | Ricardo Phoelich                    |
| 2021                                         | Rick Haverdil                       |
| 2022                                         | Jan Vlaeymans (BEL)                 |
| 2023                                         | Joe Maessen                         |
| 2024                                         | Mike van Grinsven                   |

## Meeste gewonnen kampioenschappen
| Rijder              | Totaal | Seizoen                                  | Nederlands kampioen # |
| ------------------- | ------ | ---------------------------------------- | --------------------- |
| Mike van Grinsven   | 7      | 2009, 2013, 2014, 2015, 2018, 2019, 2024 | 10                    |
| Hans Ghielen        | 5      | 1987, 1988, 1990, 2005, 2006             | 1                     |
| Alex Brusselers     | 5      | 1995, 1996, 1999, 2001, 2002             | 4                     |
| Wil van der Laan    | 4      | 1991, 1992, 1993, 1994                   | 3                     |
| Jan Vlaeymans (BEL) | 3      | 2010, 2012, 2022                         | 11                    |
| Joe Maessen         | 3      | 2011, 2016, 2023                         | 12                    |
| Ingo ten Vregelaar  | 2      | 1997, 1998                               | 5                     |
| Joost Hofmans       | 2      | 2004, 2007                               | 8                     |
| Ricardo Phoelich    | 2      | 2017, 2020                               | 13                    |
| Frans van den Berg  | 1      | 1989                                     | 2                     |
| Joost van Delft     | 1      | 2000                                     | 6                     |
| Arno van Delft      | 1      | 2003                                     | 7                     |
| Ramon van Mil       | 1      | 2008                                     | 9                     |
| Rick Haverdil       | 1      | 2021                                     | 14                    |

Rijders vetgedrukt zijn anno 2021 actief.

## Opmerkingen
1. ↑  Het zou kunnen zijn dat er in 1997 en/of 1998 een Nederlands kampioenschap quads is georganiseerd door de KNMV. Dan deze pagina graag aanpassen.